# ریکن کایشنتو
ریکن کایشنتو، حزب اصلاح قانون اساسی (به ژاپنی: 立憲改進党 Rikken Kaishintō) یک حزب سیاسی در امپراتوری ژاپن بود. همچنین به عنوان ساده کایشنتو شناخته می‌شد.
کایشنتو توسط اوکوما شیگه‌نوبو در ۱۶ آوریل ۱۸۸۲ با کمک یانو ریوسوکه، اینوکای تسویوشی و اوزاکی یوکیئو تأسیس شد. این حزب از طرف زایباتسوی میتسوبیشی حمایت مالی می‌شد و از حمایت مطبوعات ژاپن و روشنفکران شهری برخوردار بود.